# Incurvaria muchei
Incurvaria muchei is een vlinder uit de familie van de witvlekmotten (Incurvariidae). De wetenschappelijke naam van de soort is voor het eerst geldig gepubliceerd in 1969 door Soffner.